# Janne Stefansson
Janne Reidar Stefansson (19 marzo 1935) è un ex fondista svedese.

## Palmarès

### Olimpiadi invernali
- Oro a Innsbruck 1964 nella staffetta 4x10 km.

### Mondiali
- Argento a Zakopane 1962 nei 30 km.